# آدم لام
آدم لام (11 سبتمبر 1987 بنتانيا في إسرائيل - ) هو لاعب كرة قدم إسرائيلي في مركز الدفاع. لعب مع مكابي نتانيا وF.C. Givat Olga ‏ وMaccabi Ironi Kfar Yona F.C. ‏ وHapoel Beit She'an F.C. ‏ وMaccabi Sha'arayim F.C. ‏ ونادي هبوعيل الخضيرة وIsrael national beach soccer team ‏ وHapoel Kfar Shalem F.C. ‏.